# Liste von Terroranschlägen in der Ukraine
Die Liste von Terroranschlägen in der Ukraine beinhaltet eine Übersicht über in der Ukraine verübte Terroranschläge.

## Erläuterung
In der Spalte Politische Ausrichtung ist die politische bzw. weltanschauliche Einordnung der Täter angegeben: faschistisch, rassistisch, nationalistisch, nationalsozialistisch, sozialistisch, kommunistisch, antiimperialistisch, islamistisch (schiitisch, sunnitisch, deobandisch, salafistisch, wahhabitisch), hinduistisch. Bei vorrangig auf staatliche Unabhängigkeit oder Autonomie zielender Ausrichtung ist autonomistisch vorangestellt, gefolgt von der Region oder der Volksgruppe und ggf. weiteren Merkmalen der Täter: armenisch, irisch (katholisch), kurdisch, tirolisch, tschetschenisch, dagestanisch, punjabisch (sikhistisch), palästinensisch.
Die Opferzahlen der Anschläge werden farbig dargestellt:

Die Zahl bei den Anschlägen getöteter/verletzter Täter ist in Klammern ( ) gesetzt.

## 2012
| Datum/Beginn   | Ort    | Artikel/Quelle(n)             | Täter | Politische Ausrichtung | Mittel        | Ziel                                        | Tote | Verletzte | Hintergrund |
| -------------- | ------ | ----------------------------- | ----- | ---------------------- | ------------- | ------------------------------------------- | ---- | --------- | ----------- |
| 27. April 2012 | Dnipro | [ 1 ] [ 2 ] [ 3 ] [ 4 ] [ 5 ] |       |                        | 5 Sprengsätze | Tram-Haltestelle, Bahnhof, Kino, Zivilisten | 0    | 31        |             |

## 2014
| Datum/Beginn    | Ort          | Artikel/Quelle(n)         | Täter                           | Politische Ausrichtung                                                                   | Mittel                          | Ziel                       | Tote    | Verletzte | Hintergrund                    |
| --------------- | ------------ | ------------------------- | ------------------------------- | ---------------------------------------------------------------------------------------- | ------------------------------- | -------------------------- | ------- | --------- | ------------------------------ |
| 28. April 2014  | Donezk       | [ 6 ]                     | Volksrepublik Donezk            | autonomistisch, russisch-nationalistisch                                                 | Knüppel, Peitschen, Entführung  | Pro-Ukrainische Kundgebung | 0       | 25        | Krieg in der Ukraine seit 2014 |
| 02. Mai 2014    | Odessa       | [ 7 ]                     | Prawyj Sektor                   | rechtsextremistisch, ukrainisch-nationalistisch, religiös-konservativ, antikommunistisch | Brandstiftung, Schusswaffen     | Gewerkschaftsgebäude       | 42      |           | Krieg in der Ukraine seit 2014 |
| 05. Mai 2014    | Slowjansk    | [ 8 ]                     | Volksrepublik Donezk            | autonomistisch, russisch-nationalistisch                                                 | Automatische Schusswaffen       | Militärkonvoi, Zivilisten  | 4 (+31) | 30 (+3)   | Krieg in der Ukraine seit 2014 |
| 09. Mai 2014    | Mariupol     | [ 9 ]                     | Volksrepublik Donezk            | autonomistisch, russisch-nationalistisch                                                 | Schusswaffen                    | Polizeistation             | 3       | 25        | Krieg in der Ukraine seit 2014 |
| 26. Mai 2014    | Donezk       | [ 10 ]                    | Volksrepublik Donezk            | autonomistisch, russisch-nationalistisch                                                 | Flugabwehrraketen, Schusswaffen | Flughafen Donezk           | 40      |           | Krieg in der Ukraine seit 2014 |
| 14. Juni 2014   | Luhansk      | [ 11 ]                    | Volksrepublik Lugansk           | autonomistisch, russisch-nationalistisch                                                 | Automatische Schusswaffen       | Militärflugzeug            | 49      | 0         | Krieg in der Ukraine seit 2014 |
| 17. Juni 2014   | Donezk       | [ 12 ]                    |                                 |                                                                                          | Mörser                          | Kontrollpunkt              | 0       | 26        | Krieg in der Ukraine seit 2014 |
| 17. Juni 2014   | nahe Luhansk | [ 13 ]                    | Volksrepublik Lugansk           | autonomistisch, russisch-nationalistisch                                                 | Mörser                          | Grenzsoldaten              | 0       | 30        | Krieg in der Ukraine seit 2014 |
| 11. Juli 2014   | Luhansk      | [ 14 ]                    | Volksrepublik Lugansk           | autonomistisch, russisch-nationalistisch                                                 | Raketen                         | Grenzposten                | 19      | 93        | Krieg in der Ukraine seit 2014 |
| 12. Juli 2014   | Luhansk      | [ 15 ] [ 16 ]             | Volksrepublik Lugansk           | autonomistisch, russisch-nationalistisch                                                 | Mörser, Raketen                 | Kontrollpunkte             | 2       | 20        | Krieg in der Ukraine seit 2014 |
| 17. Juli 2014   |              | Malaysia-Airlines-Flug 17 | vermutlich Volksrepublik Donezk | autonomistisch, russisch-nationalistisch                                                 | Luftabwehrrakete                | Flugzeug                   | 298     | 0         | Krieg in der Ukraine seit 2014 |
| 06. August 2014 | Donezk       | [ 18 ]                    |                                 |                                                                                          | Granatwerfer                    | Zivilisten                 | 0       | 24        | Krieg in der Ukraine seit 2014 |
| 31. August 2014 | Ilowajsk     | [ 19 ]                    | Volksrepublik Donezk            | autonomistisch, pro-russisch                                                             | Artillerie                      | Soldaten                   | 87      |           | Krieg in der Ukraine seit 2014 |

## 2015
| Datum/Beginn     | Ort            | Artikel/Quelle(n)                  | Täter                           | Politische Ausrichtung                   | Mittel                                                         | Ziel                                                                      | Tote     | Verletzte | Hintergrund                    |
| ---------------- | -------------- | ---------------------------------- | ------------------------------- | ---------------------------------------- | -------------------------------------------------------------- | ------------------------------------------------------------------------- | -------- | --------- | ------------------------------ |
| 19. Januar 2015  | Donezk         | [ 20 ]                             | Volksrepublik Donezk            | autonomistisch, pro-russisch             | Sprengstoff                                                    | Flughafen Donezk                                                          | 3 (+8)   | 24 (+33)  | Krieg in der Ukraine seit 2014 |
| 22. Januar 2015  | Donezk         | [ 21 ]                             | vermutlich Volksrepublik Donezk | autonomistisch, pro-russisch             | Mörser                                                         | Fahrzeuge                                                                 | 13       | 20        | Krieg in der Ukraine seit 2014 |
| 24. Januar 2015  | Mariupol       | [ 22 ]                             | vermutlich Volksrepublik Donezk | autonomistisch, russisch-nationalistisch | Raketen                                                        | Kontrollpunkt, Markt, Zivilisten                                          | 30       | 95        | Krieg in der Ukraine seit 2014 |
| 01. Februar 2015 | Debalzewe      | [ 23 ]                             | Volksrepublik Donezk            | autonomistisch, pro-russisch             | Artillerie, Raketensysteme, Mörser, Panzer                     | Soldaten                                                                  | 13 (+7)  | 29 (+24)  | Krieg in der Ukraine seit 2014 |
| 10. Februar 2015 | Kramatorsk     | [ 24 ] [ 25 ] [ 26 ] [ 27 ] [ 28 ] | Volksrepublik Donezk            | autonomistisch, pro-russisch             | Raketen                                                        | Militärhauptquartier, Zivilisten                                          | 16       | 64        | Krieg in der Ukraine seit 2014 |
| 11. Februar 2015 | nahe Debalzewe | [ 29 ]                             | Volksrepublik Donezk            | autonomistisch, pro-russisch             | Artillerie                                                     | Soldaten                                                                  | 19       | 78        | Krieg in der Ukraine seit 2014 |
| 13. Februar 2015 | Debalzewe      | [ 30 ]                             | Volksrepublik Donezk            | autonomistisch, pro-russisch             | Artillerie                                                     | Stadt                                                                     | 25       |           | Krieg in der Ukraine seit 2014 |
| 18. Februar 2015 | Debalzewe      | [ 31 ]                             | Volksrepublik Donezk            | autonomistisch, russisch-nationalistisch |                                                                | Ukrainische Soldaten                                                      | 13       | 157       | Krieg in der Ukraine seit 2014 |
| 03. Juni 2015    | Marjinka       | [ 32 ]                             | Volksrepublik Donezk            | autonomistisch, russisch-nationalistisch | Raketen, Panzer, Artillerie, Schusswaffen                      | Soldaten                                                                  | 5 (+80)  | 62 (+39)  | Krieg in der Ukraine seit 2014 |
| 10. August 2015  | Donezk         | [ 33 ]                             | Volksrepublik Donezk            | autonomistisch, russisch-nationalistisch | Panzer, gepanzerte Mannschaftswagen, Artillerie, Raketenwerfer | Ukrainische Soldaten                                                      | 7 (+136) | 30        | Krieg in der Ukraine seit 2014 |
| 31. August 2015  | Kiew           | [ 34 ]                             | Ukrainische Nationalisten       | ukrainisch-nationalistisch               | Granaten, Molotowcocktails                                     | Soldaten, Journalisten und Zivilisten bei Protesten vor Parlamentsgebäude | 3        | 140       | Krieg in der Ukraine seit 2014 |

## 2016
| Datum/Beginn      | Ort                    | Artikel/Quelle(n) | Täter                | Politische Ausrichtung       | Mittel                                 | Ziel     | Tote | Verletzte | Hintergrund                    |
| ----------------- | ---------------------- | ----------------- | -------------------- | ---------------------------- | -------------------------------------- | -------- | ---- | --------- | ------------------------------ |
| 18. Dezember 2016 | Switlodarsk, Debalzewe | [ 35 ] [ 36 ]     | Volksrepublik Donezk | autonomistisch, pro-russisch | Artillerie, Granatwerfer, Schusswaffen | Soldaten | 30   | 16        | Krieg in der Ukraine seit 2014 |